# Astragalus subvestitus
Astragalus subvestitus là một loài thực vật có hoa trong họ Đậu. Loài này được (Jeps.) Barneby miêu tả khoa học đầu tiên.